# Yūki Horigome
Pour les articles homonymes, voir Horigome.
Yūki Horigome (堀米 勇輝, Horigome Yūki) est un footballeur japonais né le 13 décembre 1992 à Kōfu. Il évolue au poste de milieu de terrain.

## Biographie
Avec l'équipe du Japon des moins de 17 ans, il participe à la Coupe du monde des moins de 17 ans en 2009. Lors du mondial junior organisé au Nigeria, il joue trois matchs : contre le Brésil, la Suisse, et le Mexique. 
Lors de la saison 2014, il inscrit huit buts en deuxième division japonaise. Il marque ensuite sept buts dans ce même championnat en 2016.

## Palmarès
- Champion du Japon de D2 en 2012 avec le Ventforet Kofu